# Chateau Marmont
Lo Chateau Marmont è un albergo di Los Angeles situato al numero 8221 di Sunset Boulevard nella zona di West Hollywood.

## Storia
Costruito nel 1929, è vagamente ispirato al castello di Amboise in Francia. Nel 1968 Jim Morrison, al termine di una festa, cadde da uno dei balconi della camera da lui occupata, riportando varie contusioni, ma senza fratture significative.
 Nel 1982 l'attore John Belushi venne trovato morto in una camera di questo albergo.
Nell'albergo è stato girato l'episodio del film Four Rooms diretto e interpretato da Quentin Tarantino. L'albergo viene usato come ambientazione nel libro La caduta di Michael Connelly. In esso si fa specifico riferimento alla morte di John Belushi in uno dei bungalow dell'hotel. 
L'albergo viene citato anche dalla scrittrice e biografa statunitense Coco Mellors nel suo primo successo editoriale, il best seller Cleopatra e Frankenstein del 2022.
Vi è ambientato anche il film di Sofia Coppola Somewhere (2010), il cui protagonista abita proprio nell'albergo. L'hotel compare anche nei film La La Land (2016) e A Star Is Born (2018). È citato nella canzone Chateau del duo musicale Angus & Julia Stone.
 Lana Del Rey lo cita nella sua canzone Off to the Races.